# Меркіш-Одерланд (район)
Меркіш-Одерланд (нім. Landkreis Märkisch-Oderland) — район у Німеччині, у землі Бранденбург. Центр району — місто Зелов. Площа — 2 128 км². Населення становить 197 195 осіб (станом на 31 грудня 2020). Густота населення — 90 осіб/км². Офіційний код району — 12 0 64.

## Міста та громади
Район складається з 6 самостійних міст, 6 самостійних громад, а також 33 міст і громад (нім. Gemeinden), об'єднаних у 7 об'єднань громад (нім. Ämter).
Дані про населення наведені станом на 31 грудня 2020. Зірочками (*) позначені центри об'єднань громад.
|  | Самостійні міста: 1. Альтландсберг (9662) 2. Бад-Фраєнвальде (12286) 3. Вріцен * (7125) 4. Зелов * (5394) 5. Мюнхеберг (7003) 6. Штраусберг (26939) Самостійні громади: 1. Гоппегартен (18202) 2. Лечин (3978) 3. Ноєнгаген (18832) 4. Петерсгаген/Еггерсдорф (15460) 5. Рюдерсдорф (16025) 6. Фредерсдорф-Фогельсдорф (14310) |

Об'єднання громад:
| 1. Барнім-Одербрух (6812) [Центр: Вріцен] 1. Блісдорф (1290) 2. Нойлевін (917) 3. Нойтреббін (1379) 4. Одерауе (1617) 5. Претцель (1050) 6. Райхенов-Меглін (559) 2. Фалькенберг-Гее (4635) 1. Баєрсдорф-Фройденберг (628) 2. Геенланд (1038) 3. Гекельберг-Брунов (700) 4. Фалькенберг * (2269) | 3. Гольцов (5262) 1. Альт-Тухебанд (798) 2. Блаєн-Геншмар (446) 3. Гольцов * (788) 4. Кюстрінер-Форланд (2573) 5. Цехін (657) 4. Лебус (6098) 1. Лебус (місто) * (3144) 2. Подельциг (882) 3. Райтвайн (459) 4. Треплін (377) 5. Цешдорф (1236) | 5. Меркіше-Швайц (10409) 1. Буков (місто) * (1474) 2. Вальдзіферсдорф (833) 3. Гарцау-Гарцин (504) 4. Обербарнім (1779) 5. Рефельде (5221) 6. Нойгарденберг (Невірний параметр metadata 120645410) 1. Гузов-Платков (1342) 2. Меркіше-Гее (598) 3. Нойгарденберг * (2812) 7. Зелов-Ланд (8763) [Центр: Зелов] 1. Ліндендорф (1322) 2. Літцен (702) 3. Фалькенгаген (Марк) (678) 4. Фірлінден (1431) 5. Фіхтенгее (476) |

## Населення
| Рік  | Населення |
| ---- | --------- |
| 1990 | 173.557   |
| 1991 | 171.572   |
| 1992 | 170.995   |
| 1993 | 169.985   |
| 1994 | 170.631   |
| 1995 | 172.577   |
| 1996 | 175.033   |
| 1997 | 178.958   |
| 1998 | 182.968   |
| 1999 | 186.573   |

| Рік  | Населення |
| ---- | --------- |
| 2000 | 188.277   |
| 2001 | 189.634   |
| 2002 | 190.678   |
| 2003 | 191.729   |
| 2004 | 192.131   |
| 2005 | 192.122   |
| 2006 | 191.998   |
| 2007 | 191.640   |
| 2008 | 191.241   |
| 2009 | 191.067   |

| Рік  | Населення |
| ---- | --------- |
| 2010 | 190.502   |
| 2011 | 187.085   |
| 2012 | 186.925   |
| 2013 | 187.668   |
| 2014 | 188.422   |
| 2015 | 190.714   |